# Cicle de la croada
El cicle de la croada és un cicle de cançons de gesta franceses que tenen per tema la Primera Croada i fets posteriors.
El conjunt de cançons que formen el cicle ha estat dividit pels estudiosos en dues parts:
Primer cicle de la croada (cançons del segle XII-XIII)
- Chanson d'Antioche
- Les chétifs (cat. Els captius)
- Chanson de Jerusalem o Conquête de Jerusalem.

A aquest nucli del cicle encara s'hi van afegir altres cançons al voltant de la figura de Godofreu de Bouillon.
 Segon cicle de la croada (cançons del segle xiv i XV)
- Le Chevalier au cygne et Godefroid de Bouillon
- Baudouin de Sebourc
- Le bastard de Bouillon